# 岩本安兵衛
岩本 安兵衛（いわもと やすべえ、1856年〈安政3年〉 - 没年不明）は、日本の商人（質商）、名望家、家主。

## 人物
大阪市南区西浜南通2丁目（現・浪速西）の人。衆議院議員南区選挙有権者である。所蔵する骨董の中には逸品が少なくない。刀を大本営に献上した。

## 家系
岩本家の祖先は吹田屋庄太郎といい、元禄年間、大坂渡辺村に住し、土地の開発、水利土工に功があった。傍ら武芸を嗜み、殊に刀剣を愛した。一文字の名刀が祖先より伝わり、代々岩本家の家宝である。